# Aname humptydoo
Aname humptydoo là một loài nhện trong họ Nemesiidae.
Aname humptydoo được miêu tả năm 1985 bởi Raven.